# Loasa argentina
Loasa argentina är en brännreveväxtart som beskrevs av Ignatz Urban och Gilg. Loasa argentina ingår i släktet Loasa och familjen brännreveväxter. Inga underarter finns listade i Catalogue of Life.